# Гезівка
Ге́зівка —  село в Україні, у Ворожбянській міській громаді Сумського району Сумської області. Населення становить 15 осіб. Колишній орган місцевого самоврядування — Сергіївська сільська рада.

## Географія
Село Гезівка розташована на лівому березі річки Локня, вище за течією на відстані 1 км розташоване село Бошівка, нижче за течією за 2 км розташоване село Ганнівське.
Річка у цьому місці пересихає.
Поруч пролягає автомобільний шлях Т 1917.

## Населення

### Мова
Розподіл населення за рідною мовою за даними перепису 2001 року:
| Мова       | Кількість | Відсоток |
| ---------- | --------- | -------- |
| українська | 15        | 100%     |

## Історія
- Село постраждало внаслідок геноциду українського народу, проведеного урядом СССР 1923-1933 та 1946-1947 роках.
  - 12 червня 2020 року, відповідно до розпорядження Кабінету Міністрів України № 723-р «Про визначення адміністративних центрів та затвердження територій територіальних громад Сумської області», село увійшло до складу Ворожбянської міської громади[2].
  - 19 липня 2020 року, в результаті адміністративно-територіальної реформи та ліквідації Білопільського району, село увійшло до складу новоутвореного Сумського району[3].